# Supra FootWear
Supra FootWear est une marque de skateboard américaine fondée par KR3W en 2005 en Californie qui produit essentiellement des sneakers (chaussures de sport ou plus communément des baskets).
Supra produit des modèles de chaussures de sport en édition limitée, très prisés par les sneakers addict. Le style de ses chaussures a vite été adopté par les artistes du milieu hip-hop tels que Lil Wayne, Jay-Z, Justin Bieber, Jason Derulo, Niall Horan.
Le skateur Chad Muska a popularisé la marque en portant les produits Supra lors de ses représentations les plus médiatisées.